# Maurus Gervase Komba
Maurus Gervase Komba (* 1923 in Litembo; † 23. Februar 1996) war ein tansanischer Geistlicher und römisch-katholischer Bischof von Tanga.

## Leben
Maurus Gervase Komba besuchte die Grundschule in Litembo sowie später die Schulen in Peramiho und Kigonsera. Anschließend studierte Komba Philosophie und Katholische Theologie am Priesterseminar in Peramiho. Am 15. Juli 1954 empfing er das Sakrament der Priesterweihe. Danach wirkte Komba als Pfarrer in Mbinga, Mkumbi, Mbangamao, Peramiho und Songea.
Am 15. Dezember 1969 ernannte ihn Papst Paul VI. zum Bischof von Tanga. Der Erzbischof von Daressalam, Laurean Kardinal Rugambwa, spendete ihm am 15. März 1970 in Tanga die Bischofsweihe; Mitkonsekratoren waren der emeritierte Bischof von Tanga, Eugéne Cornelius Arthurs IC, und der emeritierte Abt von Peramiho, Bischof Eberhard Spieß OSB. Maurus Gervase Komba wählte den Wahlspruch In cruce salus („Im Kreuz ist das Heil“).
Papst Johannes Paul II. nahm am 18. Januar 1988 das von Maurus Gervase Komba vorgebrachte Rücktrittsgesuch an. Danach lebte Komba im Bistum Mbinga. Er wurde in der Kirche St. Alois Gonzaga in Mbinga beigesetzt.